# Три стигмата Палмера Элдрича
«Три стигмата Палмера Элдрича» (также «Стигматы Палмера Элдрича») (англ. The Three Stigmata of Palmer Eldritch) — роман американского писателя-фантаста Филипа К. Дика в жанре science fiction, выпущенный в 1965 году издательством Doubleday.
Действие романа происходит в XXI веке. Под руководством Организации Объединённых Наций человечество колонизировало все пригодные для жизни планеты и Луны в Солнечной системе. Как и во многих романах Дика, в «Трёх стигматах» используется множество научно-фантастических концепций и содержится несколько слоев реальности и нереальности, а также роман полон философских идей. Это одна из первых работ Дика по изучению религиозных тем. Как объясняется в книге, «Три стигматы» — это механическая рука, узкие глаза и металлические зубы, которые представляют собой отчуждение, размытую реальность и отчаяние: «У Энн одна рука была искусственная; пальцы из пластика и металла находились в нескольких дюймах от его лица, так что он ясно их видел. А взглянув на её лицо, он увидел пустоту, глубокую, как космическая бездна, из которой появился Элдрич. Мёртвые глаза, полные вакуума, парящего за границами известной вселенной».
В 1965 году роман «Три стигмата Палмера Элдрича» был номинирован Американской ассоциацией писателей-фантастов премией «Небьюла» за лучший роман.

## О романе
Творчество Филипа Дика описывает разнообразные варианты иллюзорности бытия, потому тема наркотиков всплывает у него неоднократно. В это время Филип Дик экспериментировал с психоделическими веществами, что отразилось на сюжете романа. Журнал Rolling Stone описал «Три стигмата» как «классический ЛСД-роман всех времён», хотя сам Дик ЛСД попробовал позже. По словам писателя, всё, что он знал об ЛСД в то время, когда писал роман, он вычитал в статье Олдоса Хаксли: «И всё же — все эти ужасные вещи, которые я описал, казалось, могли прийти в голову лишь под воздействием наркотика», говорил Дик в интервью американского журналиста и писателя Чарльза Платта в 1980 году. Французский писатель и сценарист Эмманюэль Каррер в биографической книге «Филип Дик. Я жив, это вы умерли» приводит высказывание, что знай Филип в своё время популярный во Франции комикс «Астерикс», ему было бы что ответить на намёк упоминания действия ЛСД в романе «Три стигмата Палмера Элдрича»: «Обеликсу, чтобы стать сверхсильным, вовсе не требовалось пить магическое зелье, так как он упал в чан, когда ещё был маленьким».
Помимо прочего Дик часто употреблял амфетамины вплоть до 1970-х годов, что могло повлиять на написание романа, однако по показаниям врачей-терапевтов писателя амфетамины никогда не действовали на него благодаря работе печени Дика, вследствие чего все эффекты не успевали достигнуть мозга.
Также, по словам самого автора, на сочинение повлияли внезапно сложившиеся «религиозные установки»: «К тому времени, когда я написал „Три стигмата…“, я уже был новообращённым прихожанином англиканской церкви…». Его установившееся религиозное видение помогло создать образ главного антагониста романа — Палмера Элдрича: 

Однажды я прогуливался по улице и вдруг поглядел на небо. И там, в небе, я увидел это лицо, смотревшее на меня сверху вниз, гигантское лицо с глазами-щёлочками, лицо, которое я описал в «Трех стигматах…» Было это в 1963 году. И облик этого злобно выглядевшего чудовища был прямо-таки ужасен. Я видел его не совсем ясно, но оно было там, несомненно. <…> После того, что я увидел в небе, я действительно начал искать убежища в христианстве. Тот небесный лик был, несомненно, злым божеством, и мне нужна была уверенность, что существует на свете божество более могущественное, но доброе и милосердное. <…> Однако это воспоминание продолжает мучить меня как свидетельство того, что бог этого мира — это злой бог— интервью Чарльзу Платту, 1980
Весь роман Дика — пространная аллегория пришествия Антихриста. Палмер Элдрич более не человек, а некое трансцедентальное зло, на что прямо указывают его «стигматы» — искусственная рука, стальные зубы и электронные глаза. Вкусившие Чуинг-Зет, то есть выбравшие ложное спасение, приобретают отметины, подобные элдричевским. Сравните с «Откровением Иоанна Богослова»: 

И он сделает то, что всем, малым и великим,
богатым и нищим, свободным и рабам, положено
будет начертание на правую руку их или на чело их,— 13:16
.
Станислав Лем в своей монографии «Фантастика и футурология» (книга 1) описал персонажа следующим образом: «Внешность Элдрича ужасна (мёртвые глаза, мёртвая рука, мёртвые челюсти), он похож на мертвеца, но непобедим, как Бог. Чем меньше говорится о „сущности Палмера“, тем лучше для Дика как автора „Трёх стигматов“. Ибо стоит углубиться в рефлексию, как из Палмера посыплются опилки научной фантастики („монстр“, вселившийся в человека; „чужой разум“, который похитил космонавта и „внедрился“ в него; инопланетный „паразитизм“ и т. п., но только у Дика это метафизический и даже немного „божественный паразитизм“)».
Позже Дик напишет роман «Помутнение» (1977), выраженный в подобном ключе с темами об эпизодическом употреблении и злоупотреблении психоактивных веществ и религии.
В своём эссе 1968 года под названием «Автопортрет», собранном в книге 1995 года «Меняющиеся реальности Филипа Дика», Дик размышляет о своей работе и перечисляет, какие книги, по его мнению, «могли бы избежать Третьей мировой войны», куда входит и сам роман «Три стигмата»; он называет его «самым жизненным из всех».

## Сюжет
В XXI веке глобальное потепление приводит к тому, что днем на поверхности Земли можно находиться только в специальных защитных устройствах. Планетарное правительство вынуждено поэтапно высылать население на Марс. Условия там отнюдь не приятнее — тяжелый труд по освоению холодных неприветливых пустынь мало кого привлекает, и влачащие жалкое существование колонисты то и дело сбегают в наркотическую дрему. Одна из земных мегакорпораций производит «Наборы П. П.» — комплекты кукол по типу Кена и Барби. А вместе с тем подпольно распространяет специальный препарат Кэн-Ди. При его употреблении можно на время ощутить себя на месте кукол — в роскошной, удобной и абсолютно бессодержательной жизни. Чем больше фирменных аксессуаров приобрести, тем вещественнее и масштабнее будет выглядеть галлюцинация. А ещё кукольные мистерии позволяют сливаться сознанием с другими людьми того же пола.
Тем временем магнат Палмер Элдрич предлагает человечеству новый наркотик на основе инопланетного лишайника — Чуинг-Зет. Кажется, он позволяет не просто грезить, а буквально создавать осязаемые физические миры по своему усмотрению. А ещё путешествовать во времени. Есть подозрение, что за распространением опасного наваждения стоят проксы — таинственные обитатели системы Проксимы Центавра, откуда как раз недавно вернулся Элдрич. Один из героев романа, Лео Булеро, пытается противостоять Элдричу: теряя себя в галлюцинации, он помнит про свое настоящее Я.

## Отзывы и критика
Лаборатория фантастики

 Goodreads

 LibraryThing
В журнале Boston Globe роман описали следующими словами: «Психоделическая одиссея галлюцинаций в галлюцинации, после которого читатель не останется невредимым».
Альгис Будрис из Galaxy Science Fiction описал роман как «важную, прекрасно контролируемую, плавно созданную книгу, которая перевернет ваш ум, если вы дадите ей наименьший шанс сделать это». Он похвалил достижение Дика, сказав, что «всё творение резонирует с прикосновением единственного настоящего писателя-фантаста, который мог бы это сделать», и охарактеризовал результат как «остроумный, иногда беззаботный и всегда увлекательный кусок фантастики». Позже Будрис назвал книгу лучшим научно-фантастическим романом своего первого года в качестве рецензента журнала, сообщив, что другие «называют это своего рода полусознательным провалом». Американский писатель-фантаст Майкл Муркок в своём эссе «Реальные идеи Филипа Дика» (1966) писал о романе следующее: 

Может быть, в романе «Три стигмата Палмера Элдрича» нет силы видения и мощного символизма Балларда, элегантности и способности Олдисса создавать настроение. Но в нём есть серьёзность замысла, решительное намерение добраться до правды, такой, какой её видит автор, способность создать убеждающий мир, какой мы видим каждый день, но который, тем не менее, меняется с каждой новой сценой до такой степени, что мы начинаем сомневаться в реальности каждого аспекта этого мира. То же самое проделано с персонажами: человек, вроде бы, уверен, что знает себя, но постепенно Дик сводит эту веру на нет, оставляя его теряться в догадках о реальности своего собственного существования. Дик использует всё своё мастерство великолепного писателя-фантаста для создания книги, которая нечто больше, чем виртуозное произведение об эскапизме. Он не играет с полуслепленными, полупонятными понятиями, как многие его современники, которые смогли произвести впечатление на стольких читателей своими донельзя упрощёнными социальными и «философскими» хитроумными измышлениями и которые так скучны и так далеки от создания реального взгляда на что-либо, что повергают в недоумение отсутствием даже простейшей проницательности.
Сам Филип Дик говорил о своём романе несколько с отрицательной стороны: 

Я боюсь этой книги; <…> я написал её во время кризиса своих религиозных верований. Я решил написать роман, в котором говорилось бы об абсолютном зле, персонализированном в форме «человека». Когда пришли гранки, я не смог даже править, потому что я не мог заставить себя прочитать текст, и это правда.— «Автопотрет», 1968
В «Послесловии к „Убику“ Ф. Дика», написанное Станиславом Лемом в 1975 году, польский писатель высказал по поводу романа следующее: «… в „Трёх стигматах Палмера Элдрича“ главный герой становится источником трансцендентального зла, являющегося, впрочем, метафизикой достаточно низкого качества, состоящего в родстве с низкопробными версиями „наитий“ и „вампиров“, и от фиаско сочинение спасает только повествовательная эквилибристика автора».